# Yann Minh
Yann Minh, né en 1957, est un artiste vidéo, multimédia, numérique et nouveaux média depuis 1979, écrivain de science-fiction cyberpunk, fondateur des Noonautes, mouvance néo-cyberpunk, réalisateur en art vidéo en documentaire et en habillage de télévision, infographiste 3D, réalisateur 3D, illustrateur, documentariste, écrivain et photographe, conférencier, et artiste enseignant spécialisé dans la cyberculture et les mondes persistants. Il se décrit souvent comme un NooConteur cyberpunk explorateur au long cours du cyberespace et de la noosphère. Il présente au centre national d'art et de culture Georges-Pompidou en 1983, une installation multimédia immersive, décrivant un monde virtuel précurseur du cyberpunk et des métavers : MEDIA ØØØ . Il a été plusieurs fois primé pour ses créations artistiques dans les domaines de l'art contemporain et de la cyberculture,.
Son univers d'inspiration futuriste et transhumaniste mêle érotisme, BDSM et science-fiction.

## Œuvres
- 1979 : 3'12" avant la fin, court-métrage d'art vidéo et installation multimedia cyberpunk présentée à l'American Center de Paris en 1980, en présence de Nam June Paik qui l'a sélectionné pour une exposition rétrospective à New-York : Discover European Video en 1990[4],[5].
- 1982 : Media ØØØ", Installation multimedia immersive plusieurs fois primée, décrivant un monde virtuel, et présentée au centre national d'art et de culture Georges-Pompidou en 1983, Première manifestation internationale de vidéo de Montbéliard du 6 au 12 décembre 1982, Premières rencontres vidéo de Brest (Vidéocéanes) en janvier 1983, primé (1er Prix) au Palais des Beaux Arts de Charleroi du 5 février au 27 mars 1983[4],[1]
- 1987 : Micrographie, animation infographique collective diffusée sur Canal Plus, sur un scénario de Yann Minh, réalisée sur micro ordinateurs macintosh, et amiga, par Basile Vignes, Yann Minh, Eric Barreau, Larry Flash, Frédérique Bompuis, Jérôme Camuzat et Jérôme Lefdup[4].
- 1990 : Experience, court-métrage de science-fiction. Diffusé sur Canal Plus. Adaptation de la nouvelle de science fiction de Fredric Brown : Experiment. Avec Dominique Pinon dans les deux rôles principaux[4].
- 1990 : Cx/Fin Documentaire de création sur le donjon de Maîtresse Françoise, traité sous la forme d'un court métrage d'art vidéo[4].
- 1992 : Haime, Art vidéo, documentaire de création sur les poésies de Verlaine et Baudelaire[4].
- 1992 : Terry Gilliam, à propos de Brazil. Interview du réalisateur Terry Gilliam pour Arte, production la Sept, Ex-Nihilo[4].
- 1996 : Les Robots, sous le règne d'Héphaïstos. Documentaire sur l'histoire des créatures artificielles pour la cité des sciences et de l'industrie et la Cinquième.
- 1997 : Thanatos, Les Récifs, Roman de Science-Fiction cyberpunk : Mettant en scène l'anomalie des "Récifs" : un "univers persistant" émergeant dans le monde réel  (ISBN 2908382725)
- 2004 : Le Noomuseum Création d'un musée virtuel en 3D temps réel consacré à la préhistoire de la cyberculture, et aux métaphores sexuelles cachées en art et au cinéma[4].
- 2006 : Noogenèse court-métrage d'art vidéo en image de synthèse mettant en scène une exploration de la noosphère[4]
- 2011 : Performance cybersexuelle immersive d'art numérique et nouveaux media à la demeure du Chaos et au T.O.T.E.M. à Nancy avec le groupe Cyberesthésie.

## Expositions
- 1983 : Installation multimedia immersive Yann Minh, MediaØØØ au musée d'art moderne du centre Georges Pompidou[1],[4].
- 1983 : Installation multimedia immersive Yann Minh, MediaØØØ au World Wilde Video Festival (Kijkhuis) Deen hag Netherlands [4]
- 1994 : Rétrospective Yann Nguyen Minh organisée par les Vidéonautes à la Médiathèque de Lorient le 30 mars 1994[4].
- 2000 : Projection vidéo au cinéma Action Christine le 23 février 2000 de Cx/FIn, Stock Shots, Haime, dans le cadre du 2e Fetisch Film Fest (FFF) http://www.k-films.fr/fff/fff2000/intro.html[4].
- 2008 : Exposition complète des infographies, des films, des sculptures et des mondes virtuels immersifs 3D de Yann Minh aux Utopiales du 29 oct au 2 novembre 2008 à Nantes, http://www.utopiales.org/ [4]

### Expositions collectives
- 1980 : 10, 11, 12 juin, French Video Art, Art Vidéo Français, American Center, Center for Media Art, Cinémathèque de Paris, Projection de 3'12" sous forme d'installation vidéo, en présence de Nam June Paik, Exposition collective, avec Robert Cahen, Colette Deblé, Patrick Prado, Chris Marker, François Helt, Julie des Camiers, Robert, Boulanger, Olivier Debré, Catherine Ikam, Claude Torey, Hervé Nisic, Theresa Wennberg, Nessim, François Pain, Yalter, Nicole Croiset, Mahfoud Majdane, Dominique Belloir, Rovere, groupe Cible, Dufour, Godeau, Goguy, Cielewicz, Pajic, Roland Baladi[4],[5],[6].
- 1981 : Exposition Ateliers 81 / 82 à l'ARC, Musée d'Art Moderne de la Ville de Paris : installation (Vidéoscopie) de Michel Jaffrenou et Patrick Bousquet, et bandes vidéo de Colette Deblé, Jean-Paul Fargier et Danielle Jaeggi, Yann N'Guyen Minh (3 minutes douze secondes avant la fin), Charles Picq et Alain Garlan, Patrick Prado, Jacques Ristorcelli, Nil Yalter (26 novembre 1981 - 21 février 1982)[4],[5],[7].
- 1982 : Biennale de Paris 1982 au musée d’Art Moderne de la ville de Paris (3'12" avant la fin)[4],[5]
- 1983 : Artiste invité et primé (1er prix) au Palais des Beaux Arts de Charleroi du 5 février au 27 mars 1983 (, Media ØØØ) [4]
- 1985 : 1985, novembre-janvier 1986, 1st International Video Festival, Kulturhuset, Stockholm janvier 1986 avec Brian Eno, Shigeko Kubota, Yann Nguyen Minh, Ulrike Rosenbach, Wolf Vostell, Teresa Wennberg et Pierre Lobstein[4],[8],[6].
- 1987 : Stedeljik museum d’Amsterdam du 16 mai au 28 juin 1987[4]
- 1987 : Japan 87 Video television festival du 29 juillet au 11 août 1987 à Tokyo[4]
- 1988 : Artiste invité au festival international de vidéo d’Oslo en 1988[4]
- 1989 : Musée des Arts Décoratifs lors de l’exposition organisée par la revue Autrement et le journal Le Monde, en présence du Président de la République M. François Mitterrand[4].
- 1990 : Sélection spéciale de Nam June Paik pour l'exposition “Discover Européan Vidéo” à New York en 1990[4].
- 1991 : Biennale des arts 1991 à la halle Tony Garnier à Lyon, (avec "Spleen")[4].
- 2005 : Exposition d'infographies pour l'exposition/festival "Fallen Angel / L'ange Déchu" Souterrain Porte III, 30 sept. au 30 oct. 2005. à Nancy au T.O.T.E.M[4].
- 2006 : Exposition d'infographies, de sculptures, et de vidéo pour l'exposition Alienor/Electroad à Lille en octobre 2006[4]
- 2006 : Exposition d'infographies, et projection de créations vidéo aux 3e Rencontres de l'Imaginaire de Sèvres. Le 9 décembre 2006[4].
- 2008 : 4 octobre. Nuit Blanche Paris 2008. Place du marché Ste Catherine. Projection de courts métrages cinéma et vidéo en plein air. Diffusion de Media ØØØ et de NooGenesis (V1) en HD. Organisé par Voisimages.org[4].
- 2009 : Présentation des mondes virtuels immersifs en 3D de Yann Minh, et dédicace, à la 2de édition du salon de Zone Franche, à Bagneux. le 7 et 8 mars 2009[4].